# NGC 7594
NGC 7594 = IC 1478 ist eine Spiralgalaxie vom Hubble-Typ Sb im Sternbild Pegasus nördlich des Himmelsäquators. Sie ist schätzungsweise 492 Millionen Lichtjahre von der Milchstraße entfernt und hat einen Durchmesser von etwa 200.000 Lj.
Im selben Himmelsareal befinden sich u. a. die Galaxien NGC 7595, IC 5305, IC 5306, IC 5307.
Das Objekt wurde im August 1880 von Andrew Ainslie Common (als NGC aufgeführt) und am 22. August 1889 von Guillaume Bigourdan (als IC gelistet).